# فلورانز زیگفلد جونیور
فلورانز زیگفلد جونیور (انگلیسی: Florenz Ziegfeld, Jr.؛ ۲۱ مارس ۱۸۶۷ – ۲۲ ژوئیهٔ ۱۹۳۲) یک تهیه‌کننده، کارگردان و مدیر تئاتر برادوی اهل ایالات متحده آمریکا بود.
از فیلم‌ها یا مجموعه‌های تلویزیونی که وی در آن‌ها نقش داشته است می‌توان به بزن‌بکوب! اشاره نمود.